# Regressione caudale

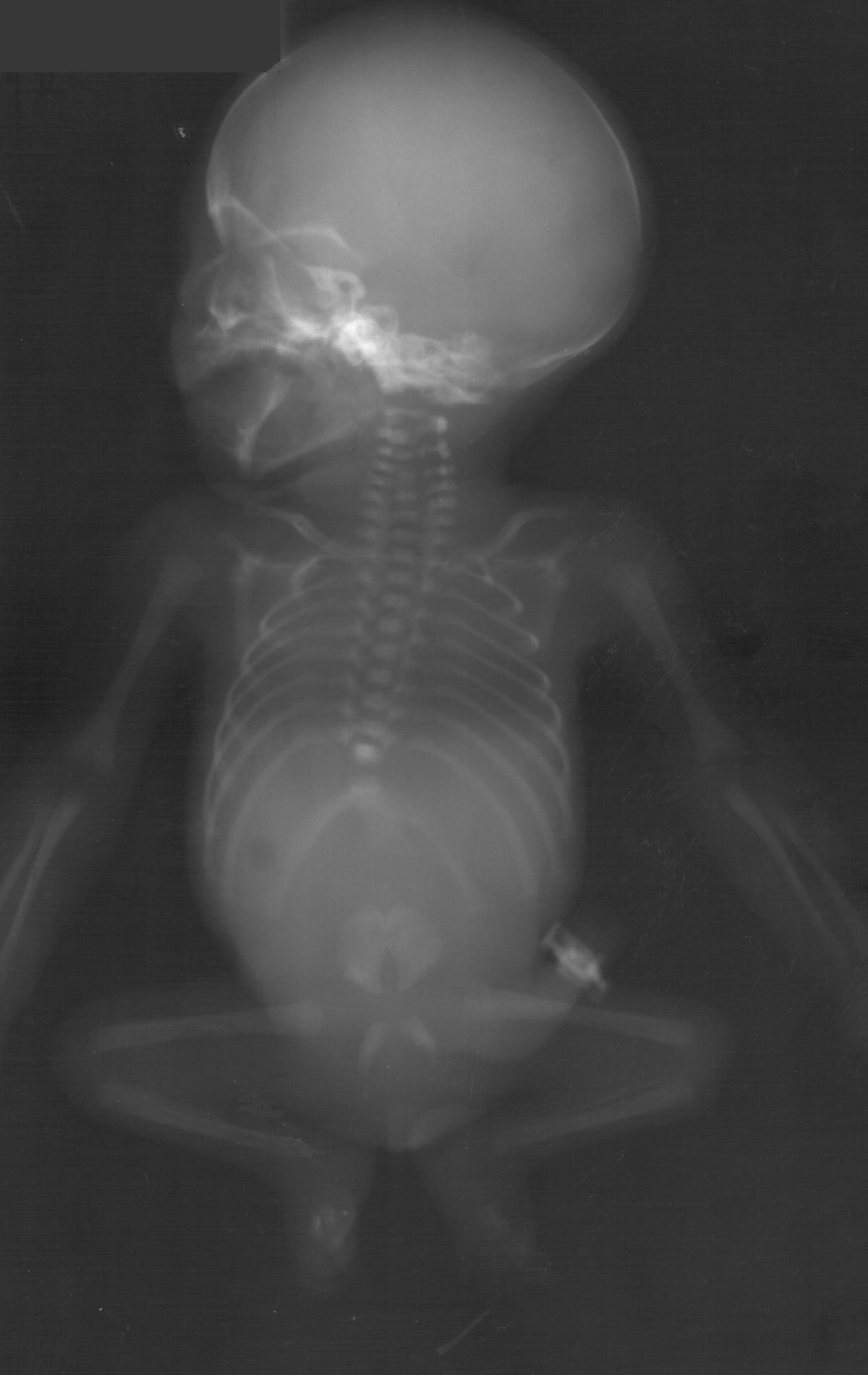

La regressione caudale è un raro disturbo dello sviluppo dei segmenti spinali distali unilaterali.
È una sindrome che presenta un ampio spettro di quadri, dalla completa agenesia lombosacrale a un'ipoplasia distale del sacro.
L'incidenza è stimata in 1 su 60 000 nati, con predominanza maschile.
La precisa eziologia è sconosciuta, ma il 19% dei casi sembrano associati a diabete materno. Alcuni casi sono associati a spina bifida occulta, cosa che può far intendere un aspetto genetico nell'eziologia.

L'acido retinoico ha dato sperimentalmente forme di regressione caudale nel feto di topo. Son stati chiamati in causa anche alcuni farmaci, come il trimetoprim.
Si manifesta con un totale deficit neurologica nei segmenti distali dei tratti genitourinari e anorettali. Difetti spinali più prossimali causano ipoplasia degli arti inferiori. La forma più severa è detta sirenomelia, cioè "arto da sirena".

Può essere associata scoliosi e/o difetti cardiaci.
Renshaw nel 1978 ha caratterizzato cinque tipi:
1. Totale o parziale agenesia sacrale unilaterale.
2. Agenesia sacrale totale, agenesia lombare variabile, articolazione dell'ileo con il margine laterale di una vertebra bassa.
3. Agenesia sacrale totale, agenesia lombare variabile, fusione dell'ileo al piatto vertebrale inferiore dell'ultima vertebra.
4. Tessuti molli di entrambe le anche tra loro fusi, due femori e due tibie con un'unica fibula mediana.
5. Singoli femore e tibia: sirenomelia